# Station Lubawka
Station Lubawka is een spoorwegstation in de Poolse plaats Lubawka.